# Internationale Fechtmeisterschaften 1935
Die  Fechtweltmeisterschaft 1935 fanden in Lausanne statt. Es wurden acht Wettbewerbe ausgetragen, sechs für Herren und zwei für Damen.

## Herren

### Florett, Einzel
| Platz | Land | Sportler         |
| ----- | ---- | ---------------- |
| 1     | FRA  | Édward Gardère   |
| 2     | ITA  | Giorgio Bocchino |
| 3     | ITA  | Gustavo Marzi    |

### Florett, Mannschaft
| Platz | Land               | Sportler                                                                                      |
| ----- | ------------------ | --------------------------------------------------------------------------------------------- |
| 1     | Königreich Italien | Giorgio Bocchino, Giulio Gaudini, Gustavo Marzi, Giuliano Nostini, Ugo Purcaro, Ciro Verratti |
| 2     | Frankreich         | René Bondoux, René Bougnol, André Gardère, Édward Gardère, René Lemoine                       |
| 3     | Ungarn             | Béla Bay, Pál Dunay, Aladár Gerevich, János Hajdú, Ferenc Idranyi, Lajos Maszlay              |

### Degen, Einzel
| Platz | Land | Sportler        |
| ----- | ---- | --------------- |
| 1     | SWE  | Hans Drakenberg |
| 2     | FRA  | Paul Deydier    |
| 3     | ITA  | Saverio Ragno   |

### Degen, Mannschaft
| Platz | Land            | Sportler                                                                                                 |
| ----- | --------------- | --- |
| 1     | Frankreich      | Georges Buchard, Philippe Cattiau, Marcel Desprets, Paul Deydier, Michel Pécheux                         |
| 2     | Schweden        | Gustav Almgren, Hans Drakenberg, Gustaf Dyrssen, Carl Gripenstedt, Bertil Uggla, Carl Johan Wachtmeister |
| 3     | Deutsches Reich | Eugen Geiwitz, Heinz Heigl, Siegfried Lerdon, Stefan Rosenbauer                                          |

### Säbel, Einzel
| Platz | Land | Sportler         |
| ----- | ---- | ---------------- |
| 1     | HUN  | Aladár Gerevich  |
| 2     | HUN  | Imre Rajczy      |
| 3     | HUN  | László Rajcsányi |

### Säbel, Mannschaft
| Platz | Land               | Sportler                                                                                     |
| ----- | ------------------ | -------------------------------------------------------------------------------------------- |
| 1     | Ungarn             | Tibor Berczelly, Aladár Gerevich, Endre Kabos, Lajos Maszlay, László Rajcsányi, Imre Rajczy  |
| 2     | Königreich Italien | Giulio Gaudini, Gustavo Marzi, Aldo Masciotta, Aldo Montano, Vincenzo Pinton, Emilio Salafia |
| 3     | Deutsches Reich    | Julius Eisenecker, Hans Esser, August Heim, Heinrich Moos, Richard Wahl                      |

## Damen

### Florett, Einzel
| Platz | Land | Sportlerin         |
| ----- | ---- | ------------------ |
| 1     | HUN  | Ilona Elek         |
| 2     | AUT  | Ellen Müller-Preis |
| 3     | BEL  | Jenny Addams       |

### Florett, Mannschaft
| Platz | Land            | Sportlerinnen                                                                            |
| ----- | --------------- | ---------------------------------------------------------------------------------------- |
| 1     | Ungarn          | Erna Bogathy, Ilona Elek, Margit Elek, Györgyné Rozgonyi, Ilona Vargha                   |
| 2     | Österreich      | Elisabeth Grasser, Hilde Misof, Ellen Müller-Preis, Frieda von Gregurich, Fritzi Wenisch |
| 3     | Deutsches Reich | Hedwig Haß, Henni Jüngst, Olga Oelkers, Leni Oslob                                       |

## Medaillenspiegel
| Platz | Land               | Gold | Silber | Bronze | Gesamt |
| ----- | ------------------ | ---- | ------ | ------ | ------ |
| 1     | Ungarn             | 4    | 1      | 2      | 7      |
| 2     | Frankreich         | 2    | 2      | –      | 4      |
| 3     | Königreich Italien | 1    | 2      | 2      | 5      |
| 4     | Schweden           | 1    | 1      | –      | 2      |
| 5     | Österreich         | –    | 2      | –      | 2      |
| 6     | Deutsches Reich    | –    | –      | 3      | 3      |
| 7     | Belgien            | –    | –      | 1      | 1      |